# Caradrina froitzheimi
Caradrina froitzheimi är en fjärilsart som beskrevs av Charles Boursin 1957. Caradrina froitzheimi ingår i släktet Caradrina och familjen nattflyn. Inga underarter finns listade i Catalogue of Life.